# (7727) Chepurova
(7727) Chepurova (1975 EA3) – planetoida z grupy pasa głównego asteroid okrążająca Słońce w ciągu 3,63 lat w średniej odległości 2,36 j.a. Odkryta 8 marca 1975 roku.